# Ukrajinská fotbalová reprezentace do 21 let

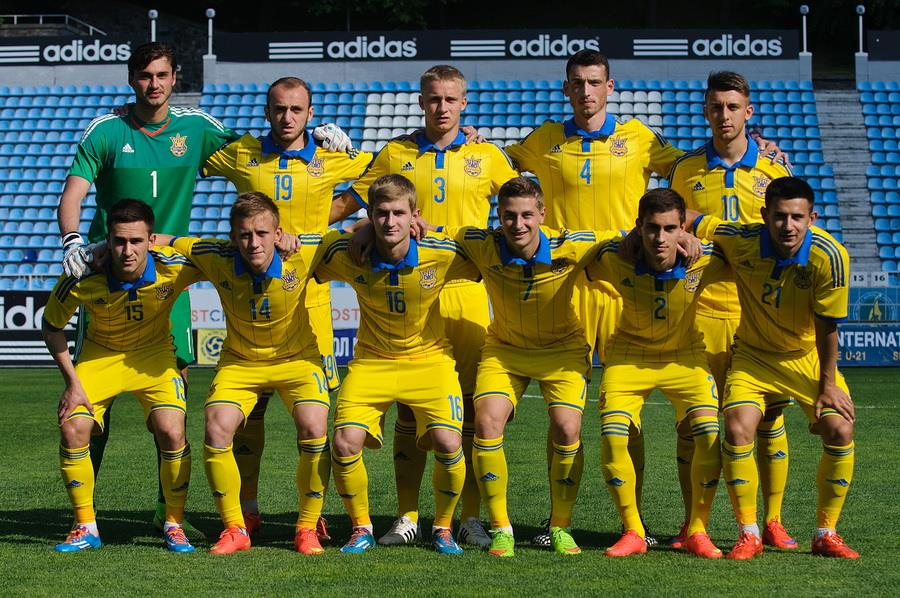
Ukrajinská U21 hrači

Ukrajinská fotbalová reprezentace do 21 let (ukrajinsky Молодіжна збірна України з футболу) je ukrajinská mládežnická fotbalová reprezentace složená z hráčů do 21 let, která spadá pod Ukrajinskou fotbalovou federaci (Федерація футболу України – ФФУ). Reprezentuje Ukrajinu v kvalifikačních cyklech na Mistrovství Evropy hráčů do 21 let a v případě postupu i na těchto šampionátech. 

Fotbalisté musí být mladší 21. roku na začátku kvalifikace, to znamená, že na evropském šampionátu poté mohou startovat i poněkud starší.
Ukrajinská jedenadvacítka se ve své historii jedenkrát probojovala do finále Mistrovství Evropy hráčů do 21 let:
- v roce 2006 podlehla ve finále Nizozemsku 0:3[2]